# Postanarchisme
Le terme postanarchisme est utilisé pour désigner les philosophies anarchistes développées à la lumière de la pensée post-structuraliste et postmoderniste.
Le postanarchisme s'appuie sur les apports assez disparates des poststructuralistes comme Gilles Deleuze et Michel Foucault, des postféministes comme Judith Butler et des postmarxistes comme Ernesto Laclau, Jean Baudrillard et Chantal Mouffe, d'anarchistes « classiques » comme Emma Goldman et Max Stirner et de la psychanalyse. Il s'attache également à relire des auteurs comme Proudhon, Bakounine et Kropotkine, sans tirer les mêmes conclusions que les anarchistes classiques.
Le préfixe post signale une rupture par rapport aux conceptions classiques de l'anarchisme. Les postanarchistes considèrent en effet que l'État et le capitalisme ne sont plus les mêmes ennemis qu'auparavant, et par conséquent, de nouvelles approches doivent être découvertes et employées pour les combattre. Pour ce faire, le postanarchisme tente d'intégrer des éléments de la pensée de Michel Foucault, Gilles Deleuze, Jacques Derrida, Jacques Lacan, et Jean-François Lyotard. Certes, ces penseurs n'étaient pas anarchistes, mais les concepts qu'ils ont développés sont pertinents pour réfléchir sur certaines problématiques centrales du postanarchisme, comme :
- La libération du sujet par la déconstruction du discours.
- La dénaturation du corps et de la sexualité.
- Le rejet de la « répression des hypothèses ».
- La généalogie de Foucault.
- La déconstruction de l'ordre binaire de la pensée occidentale.
- la déconstruction des statuts fondés sur la différence des genres.

En France, les travaux de Daniel Colson et de Michel Onfray se rapprochent explicitement de ce mouvement.

## Todd May
Un des penseurs postanarchistes, Todd May (en) argumente sur un Anarchisme Post-structuraliste fondé sur la compréhension poststructuraliste du pouvoir, particulièrement au travers des ouvrages de Michel Foucault et d'Emma Goldman.

## Saul Newman et l'anarchisme Lacanien
L'« anarchisme Lacanien » proposé par Saul Newman (en) utilise surtout les travaux de Jacques Lacan et de Max Stirner. Newman critique les anarchistes classiques, comme Michel Bakounine et Pierre Kropotkine et leurs notions de "nature humaine" objective et d'ordre naturel.

## Lewis Call
Lewis Call (en) a essayé de développer une théorie postanarchiste au travers des travaux de Friedrich Nietzsche, rejetant le concept Cartesien du sujet. D'ici une forme radicale de l'anarchisme est faite possible; l'anarchisme du devenir. Cet anarchisme n'a pas un but d'éventuel, sans trop flotter dans « l'être », ce n'est pas un stade final du développement, sans être aussi une forme statique de développement, mais c'est plutôt devenir permanent, comme un moyen sans fin.

## Michel Onfray
Le philosophe Michel Onfray se retrouve dans le concept de postanarchisme. Pour lui, la pensée libertaire doit être ancrée dans notre époque, riche des expériences macabres du vingtième siècle (totalitarismes nazi et soviétique). Onfray affirme que l'anarchisme ne peut plus être pensé comme au XIXe siècle et qu'il doit être replacer dans le contexte actuel . Avec cette thèse comme prémisse, il se positionne contre la pensée de certains anarchistes individualistes pour qui toute construction sociale est une menace pour la liberté des individus. Michel Onfray considère également que le concept d'État a évolué et qu'il faut prendre cette évolution en considération : l'Etat ne serait qu'un outil, utilisable à des fins diverses, même libertaires.
Sur le plan économique, il insiste sur la distinction entre le libéralisme et le capitalisme. Il entend le premier comme le mode de distribution des richesses par la loi du marché et le second comme le mode de production des richesses. Il  se considère  de gauche et antilibéral, mais pas socialiste, sa gauche idéale étant proudhonienne, et envisage la possibilité de construction d'un « capitalisme libertaire ». Les écrits de Pierre-Joseph Proudhon sur la propriété pourraient servir de base à cette construction.
L'anarchisme de Michel Onfray se fonde, entre autres, sur les travaux de Friedrich Nietzsche (« Il m'est odieux de suivre autant que de guider. » Nietzsche, Le Gai Savoir.) et sur le principe de la micro-résistance deleuzienne (Gilles Deleuze). Son héritage est aussi celui de La Mettrie, d'Aristippe de Cyrène, de Pierre Bourdieu, de Michel Foucault et d'autres.
La philosophie onfraytiste associe profondément l'hédonisme éthique à l'anarchisme politique. « L'hédonisme est à la morale ce que l'anarchisme est à la politique. » Onfray, Politique du rebelle. Elle est aussi le fruit d'un athéisme radical et de la recherche d'une morale postchrétienne.
Michel Onfray est surtout postanarchiste dans son effort pour chercher les bases d'une révolte libertaire chez les penseurs pourtant « officiellement » extérieurs à cette philosophie : « Je souhaite plutôt arrimer mon travail à ce qui manque dans les pages des histoires de l’anarchisme publiées ces temps-ci : celles qui intègrent Mai 68 et la suite. Non pas les faits mêmes, mais les idées qui les produisent, les accompagnent et en découlent : ainsi faut-il reconsidérer Henri Lefebvre et sa Critique de la vie quotidienne, relire le Traité de savoir-vivre à l’usage des jeunes générations de Raoul Vaneigem, reprendre Surveiller et punir de Foucault et Mille Plateaux de Deleuze et Guattari ou bien Empire de Michael Hardt et Toni Negri. Sans que ces auteurs revendiquent une position libertaire, leurs travaux permettent plus et mieux une analyse anarchiste contemporaine que l’archive de Jean Grave, Han Ryner ou Lacaze-Duthiers... ».
Michel Onfray résume peut-être son postanarchisme ici : « Vouloir une politique libertaire, c'est inverser les perspectives : soumettre l'économique au politique, mais aussi mettre la politique au service de l'éthique, faire primer l'éthique de conviction sur l'éthique de responsabilité, puis réduire les structures au seul rôle de machines au service des individus, et non l'inverse. (...) Tout libertaire veut et célèbre la vie. » Politique du rebelle. Traité de résistance et d'insoumission.[pertinence contestée]

### Ouvrages deMichel Onfray
- Célébration du génie colérique : tombeau de Pierre Bourdieu, Paris, Galilée, avril 2002, 128 p. (ISBN 978-2718605586, présentation en ligne)
- La Sagesse tragique : du bon usage de Nietzsche, Paris, Le Livre de Poche, coll. « Biblio essais inédit », novembre 2005, 192 p. (ISBN 978-2253082811, présentation en ligne, lire en ligne)
- Politique du rebelle : traité de résistance et d'insoumission, Paris, Grasset, coll. « Essais et documents », septembre 1997, 352 p. (ISBN 978-2-246-48761-6, présentation en ligne, lire en ligne)
- Le Postanarchisme expliqué à ma grand-mère : le principe de Gulliver, Paris, Galilée, octobre 2012, 112 p. (ISBN 978-2-7186-0878-5, présentation en ligne)
- Le Post-Anarchisme expliqué à ma Grand-mère, conférences de l'Université Populaire de Caen décentralisée au Théâtre du Rond-Point (Paris), coffret 2 CD audio, Frémeaux & Associés, 2011, voir en ligne.